# Gustav von Steinheil

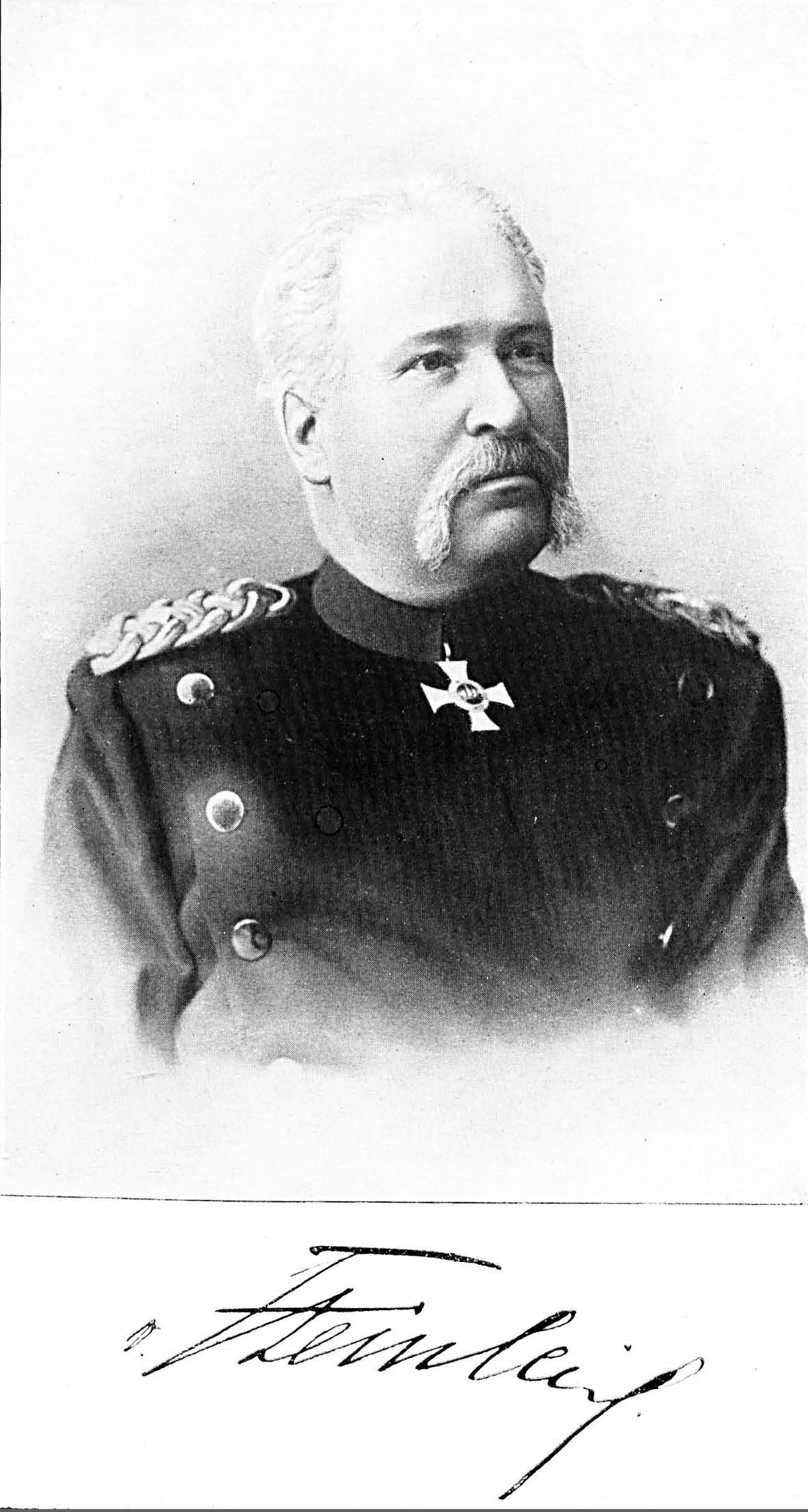
Gustav von Steinheil

Gustav von Steinheil (* 3. März 1832 in Ludwigsburg; † 13. März 1908 in Stuttgart) war ein württembergischer General der Infanterie und Kriegsminister.

## Leben
Gustav von Steinheil gehörte der evangelischen Kirche an. Er trat am 17. November 1848 als Freiwilliger in die Württembergische Armee. Nach dreijährigem Offizierslehrgang wurde er am 2. August 1853 in Ulm zum Leutnant des 1. Infanterieregiments befördert. Am 1. August 1858 erfolgte die Ernennung zum Oberleutnant und Regimentsquartiermeister (Kriegskommissär) und am 11. Juni 1866 zum Hauptmann. Am Deutschen Krieg beteiligte er sich als Kriegskommissär im Hauptquartier der Felddivision. Im März 1870 rückte er zum Major und Adjutanten des Kriegsministeriums auf und zog als solcher im gleichen Jahr in den Krieg gegen Frankreich. Im Jahre 1874 war er Oberstleutnant und später als Oberst Chef der Militärabteilung im Kriegsministerium. Seine Beförderung zum Generalmajor fand 1883 statt, verbunden mit dem Kommando über die 54. Infanterie-Brigade in Ulm.

## Politik
Auf Grund des überraschenden Todes des Kriegsministers Theodor von Wundt wurde Steinheil wenig später, noch im Juli 1883, von König Karl zum Departementschef des Kriegsministeriums in der Regierung Mittnacht ernannt, was der Funktion des Kriegsministers entsprach, ohne jedoch zunächst auch formal diesen Titel zu führen. Erst am 28. Februar 1885 wurde er offiziell Kriegsminister und erhielt 1887 die Ernennung zum Generalleutnant und 1891 zum General der Infanterie. Am 10. Mai 1892 trat Steinheil aus gesundheitlichen Gründen in den Ruhestand.

## Ehrungen
- Großkreuz des Ordens der Württembergischen Krone[1] 1889
- Großkreuz des Friedrichs-Ordens[1] 1885
- Militärdienstehrenzeichen I. Klasse[1]
- Württembergische Kriegsdenkmünze[1]
- Württembergische Silberne Jubiläums-Medaille[1]
- Kriegsdenkmünze für die Feldzüge 1870–71[1]
- Roter Adlerorden I. Klasse[1]
- Kronenorden I. Klasse[1]